# Jordanstorp säteri

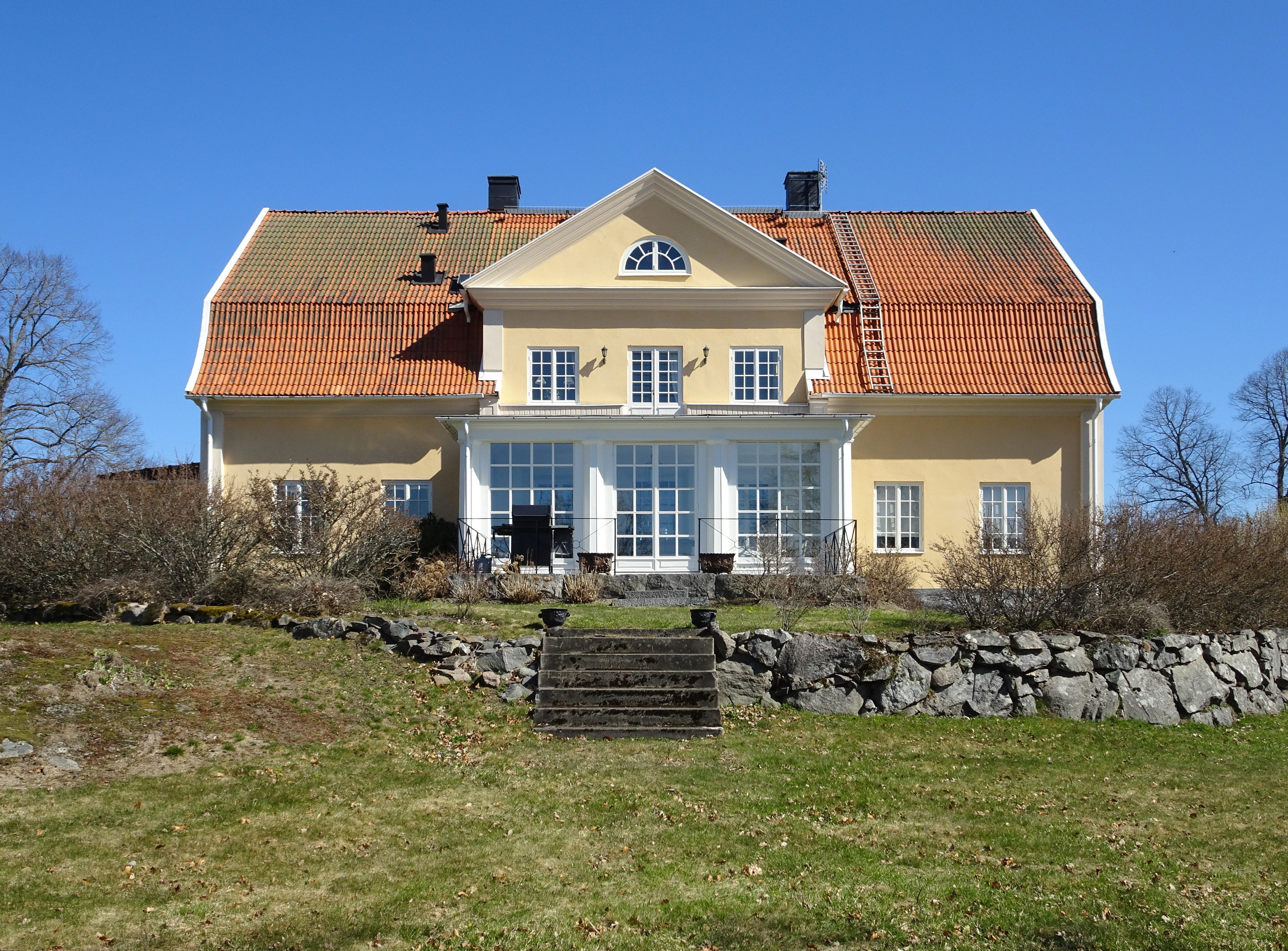
Jordanstorp, huvudbyggnad, fasad mot väster, april 2019.

Jordanstorp (även Joelstorp) är en herrgård och ett tidigare säteri belägen vid  Ricksjöns östra strand i Gryts socken, Gnesta kommun, Södermanlands län. På gården bedrivs jord- och skogsbruk samt hästverksamhet.

## Historik

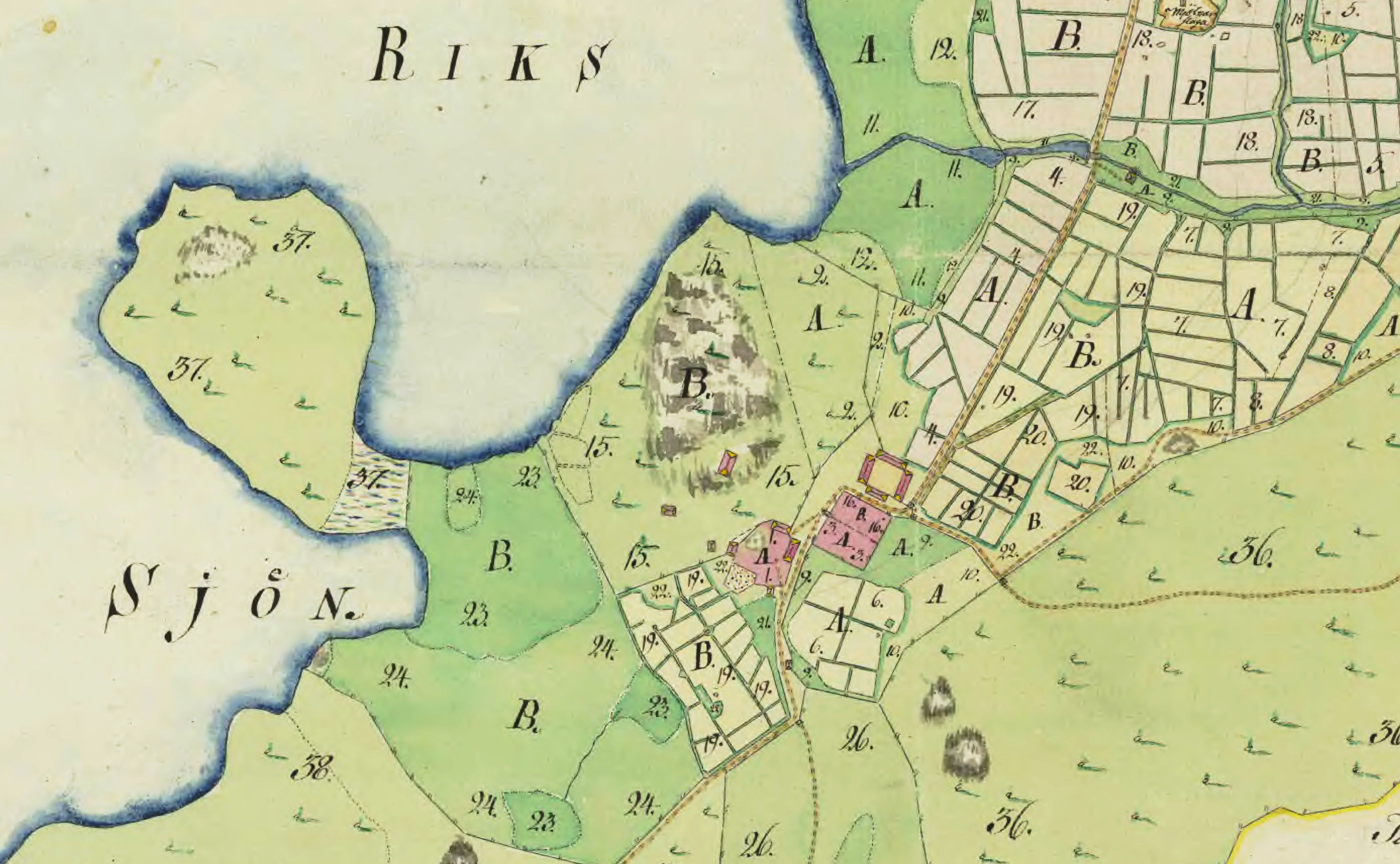
Jordantorps huvudbebyggelse 1802.

Platsen var bebodd redan på forntiden som flera gravfält och stensättningar kan vittna om. Den ursprungliga bytomten ligger direkt söder om dagens huvudbyggnad (RAÄ-nummer Gryt 319:1). Egendomen omnämns första gången i skrift år 1562 då den upptas i en frälselängd och innehades av  Per Birgersson Björnram  (död 1578). 
Dokument som kan berätta om gårdens tidigare historik har troligen gått förlorade. Efter Björnram tillträdde en lång rad adliga familjer, bland dem Arent Uddesson Örnflycht (död 1640) som erhöll Jordanstorp i samband med gifte med sin första hustru. Han ägde även Säbyholm och Bärby, båda i Uppland. Hans son, Måns Örnflycht (död 1662), ärvde Jordanstorp i samband med arvskiftet men sålde gården 1646.
Efter 1663 tillhörde Jordanstorp landshövding Jesper Andersson Cruus af Edebys änka Ingeborg Ryning (1593–1671) och från 1667 till 1716 dottern Elsa Andersdotter Cruus af Edeby som var gift med Christer Bonde. 1760 ägdes Jordanstorp av änkefru Maria Christina Fleming, 1795 av friherre Fleetwoods arvingar och 1825 genom köp av Hallström. 1851 ägdes Jordanstorp av fru Lindsfelt. På en avmätning från 1802 syns den nyss färdigställda huvudbyggnaden och den äldre södra flygeln. Den norra flygeln tillkom senare. Öster om mangården ligger gårdens ekonomibyggnader som är grupperade i en fyrkant kring en innergård.

## Jordanstorp under Åkerlind

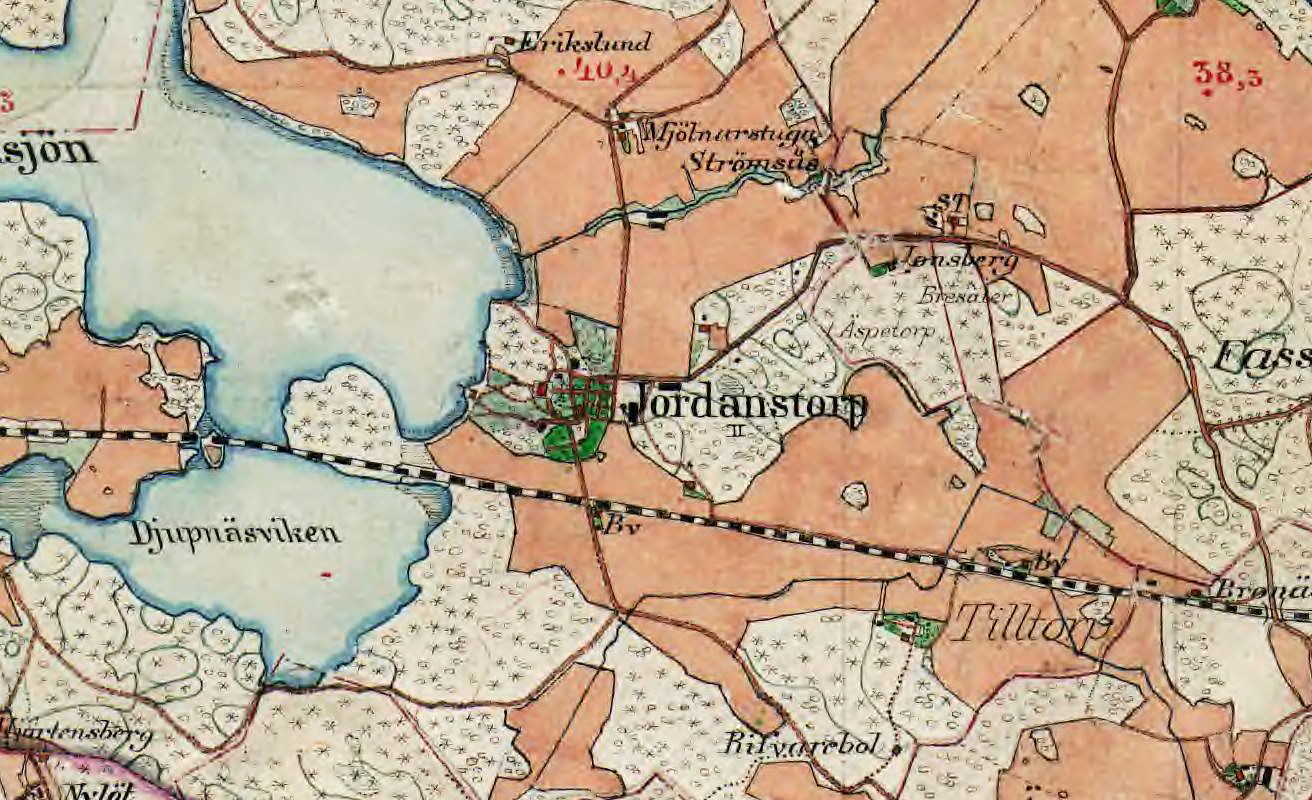
Jordanstorp med omgivning på Häradsekonomiska kartan, 1890-talet.

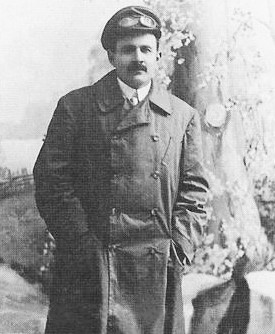
Erik Åkerlind.

Efter 1859 var Jordanstorp i godsägaren Pehr Erik Åkerlinds ägo. Han föddes på Jordanstorp 1832 och gifte sig 1868 med Eva Johanna Bernhardina (1838-1921) på Boxtorp. Paret fick sex söner: Erik (född 1869), Per Edvard (född 1872), Johan Bernhard (född 1873), Knut Hugo (född 1875), Ernst Wiktor, (född 1878) och Carl Uno (född 1881). Alla föddes på godset Jordanstorp. Egendomen vid denna tid ett halvt mantal frälsesäteri med flera torp och en vattenkvarn. På 1800-talets slut förlorade Åkerlind Jordanstorp genom kortspel, exakt när är inte känt.
Hans äldste son, sjökapten Erik Åkerlind, lovade att återköpa egendomen vilket han gjorde 1908, samma dag som fadern begravdes. På Jordanstorp bodde därefter familjen Åkerlind, Erik Åkerlinds mor, Eva Johanna Bernhardina och familjen Lagercrantz samt sju tjänsteflickor. Han lät renovera gårdens byggnader, byggde till stall och anskaffade hästar. Gårdens omdaningen blev kostsam och tillsammans med några misslyckade investeringar försvann hans tillgångar. För att klara de löpande kostnaderna tvingades han att ta ett privatlån hos juveleraren och konstsamlaren Jean Jahnsson från Stockholm. Åkerlind fick dock problem med återbetalning och i ett försök att skaffa pengar skulle han resa i USA, där han vistats tidigare och blivit förmögen. 
Den 10 april 1912 klev han under pseudonym Edward Lingrey i Southampton ombord på oceanångaren RMS Titanic. Han reste i första klass och omkom vid fartygets förlisning den 15 april 1912. Hans kropp återfanns aldrig. Eftersom Åkerlind inte kunde återbetala sin skuld gick egendomen till hans fordringsägare Jean Jahnsson och Åkerlinds familj fick flytta från Jordanstorp. Jahnsson hade sedan en förvaltare på gården. Jahnsson ägde bland annat van der Nootska palatset i Stockholm och Stensunds slott nära Trosa men drabbades hårt av Kreugerkraschen i början av 1930-talet, blev av med sin rikedom och tvingades lämna van der Nootska palatset och Stensunds slott samt auktionera bort större delen av sina samlingar.

## Jordanstorp i modern tid

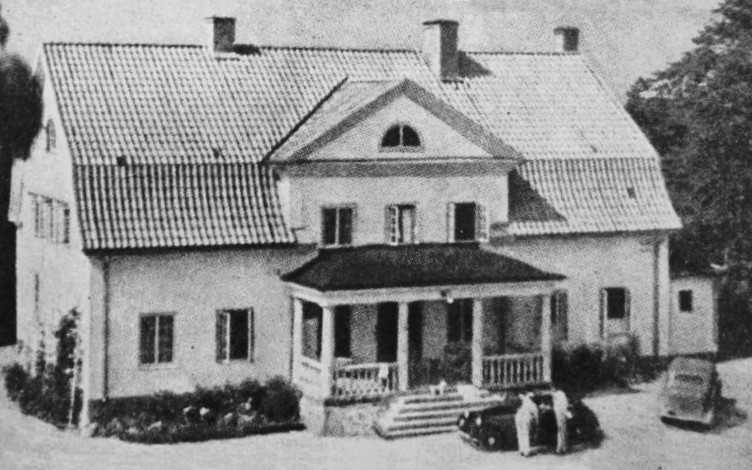
Huvudbyggnaden 1947.

År 1937 tillträdde åter igen en medlem i Bondeätten Jordanstorp genom ryttmästare greve Nils Carlsson Bonde (född 1905 i Stockholm) som förvärvat gården från ingenjör Roger Nilsson. I slutet av 1940-talet omfattade gårdens areal 335 hektar, varav åker 110, skog 190 och impediment 35. Till Jordantorp hörde en stor fruktträdgård med ett 100-tal fruktträd och två hektar odling av grönsaker för försäljning. Trädgårdsrörelsen drevs i egen regi. Gården hade 40 kor och 20 ungnöt samt några hästar.
I mitten av 1980-talet övertogs Jordanstorp av Björn Damm. Han bedrev ett travstuteri och var upphovsman till några av gårdens hästträningsanläggningar. Nuvarande ägaren med familj övertog Jordanstorp år 2006 av Damm. 
Egendomens areal omfattar idag omkring 650 hektar, inklusive ett stort vattenområde i Ricksjön samt mark från granngården Boxtorp.
Träningsanläggningen för travhästar är det gården är mest känt för idag Det finns plats för strax över 100 hästar. Träningsanläggningen består av bland annat  en 1 100 meter backe, 1 000 meter rundbana med automatiskt bevattningssystem, 700 meter rak sandbana och en tre kilometer lång skogsslinga.

## Bebyggelsen

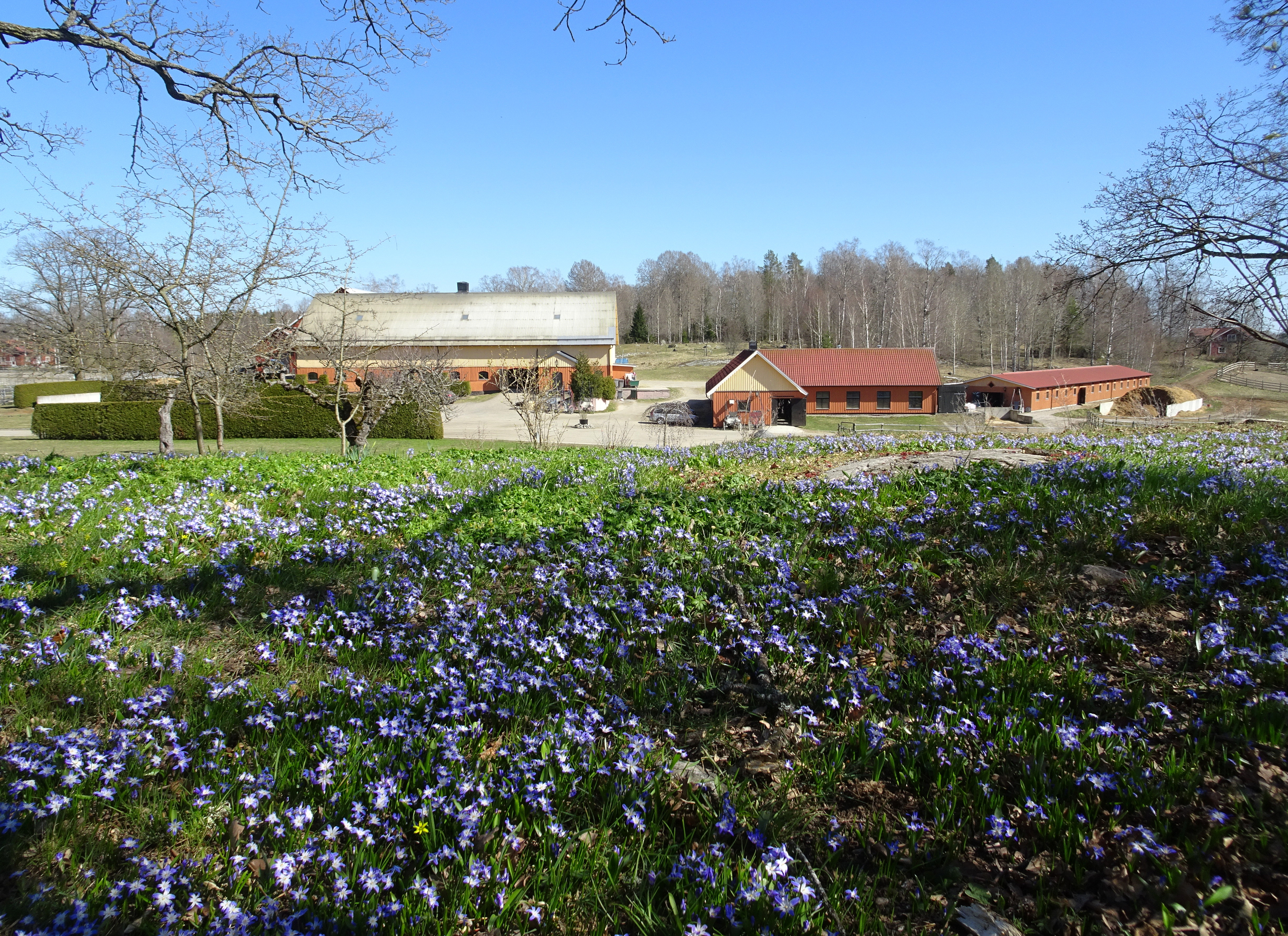
Trädgården och stallbacken.

Corps de logi uppfördes 1799 av timmer i två våningar. Byggnaden placerades med vackert läge på en kulle med vidsträckt utsikt över Ricksjön. Byggnadens fasader reveterades och putsades vid en senare ombyggnad. 1920 tillbyggdes huset och 1937 renoverades och moderniserades det med alla bekvämligheter när Nils Carlsson Bonde var ägare. Bland interiören märks flera Mariebergskakelugnar. 
Huvudbyggnaden flankeras av två flyglar varav den södra utgör den ursprungliga mangården från 1600-talet. Den norra flygeln uppfördes på 1800-talet som bostad för gårdens arbetare. Öster om huvudbebyggelsen ligger gårdens ekonomibyggnader. Närmast huvudbyggnaden märks stallet med sin dominerande frontespis mot vägen. Stallet är uppfört 1908 i två våningar. Nedre delen är murad och inrymde ursprungligen vagnbod och garage medan den övre delen av trä var foderskulle. Idag är byggnaden ombyggd och uthyrd som häststall. 
Gårdens före detta loge tillkom 1944 och är en träbyggnad, även den uthyrd som häststall. Ytterligare en ladugård uppfördes på 1860-talet. Gårdens ekonomibyggnader är uthyrda för hästverksamhet respektive nyttjas i lantbruket och som maskinverkstad. Deras fasader har en enhetlig färgsättning med terrakotta i höjd med bottenvåningen och gult däröver. Övriga bevarade byggnader är Mjölnarstugan, torpen Björkbo, Erikslund och Sjölund samt banvaktarstugan. Den senare byggdes på 1860-talet i samband med anläggandet av Västra stambanan.

## Bilder

Huvudbyggnad och flyglar
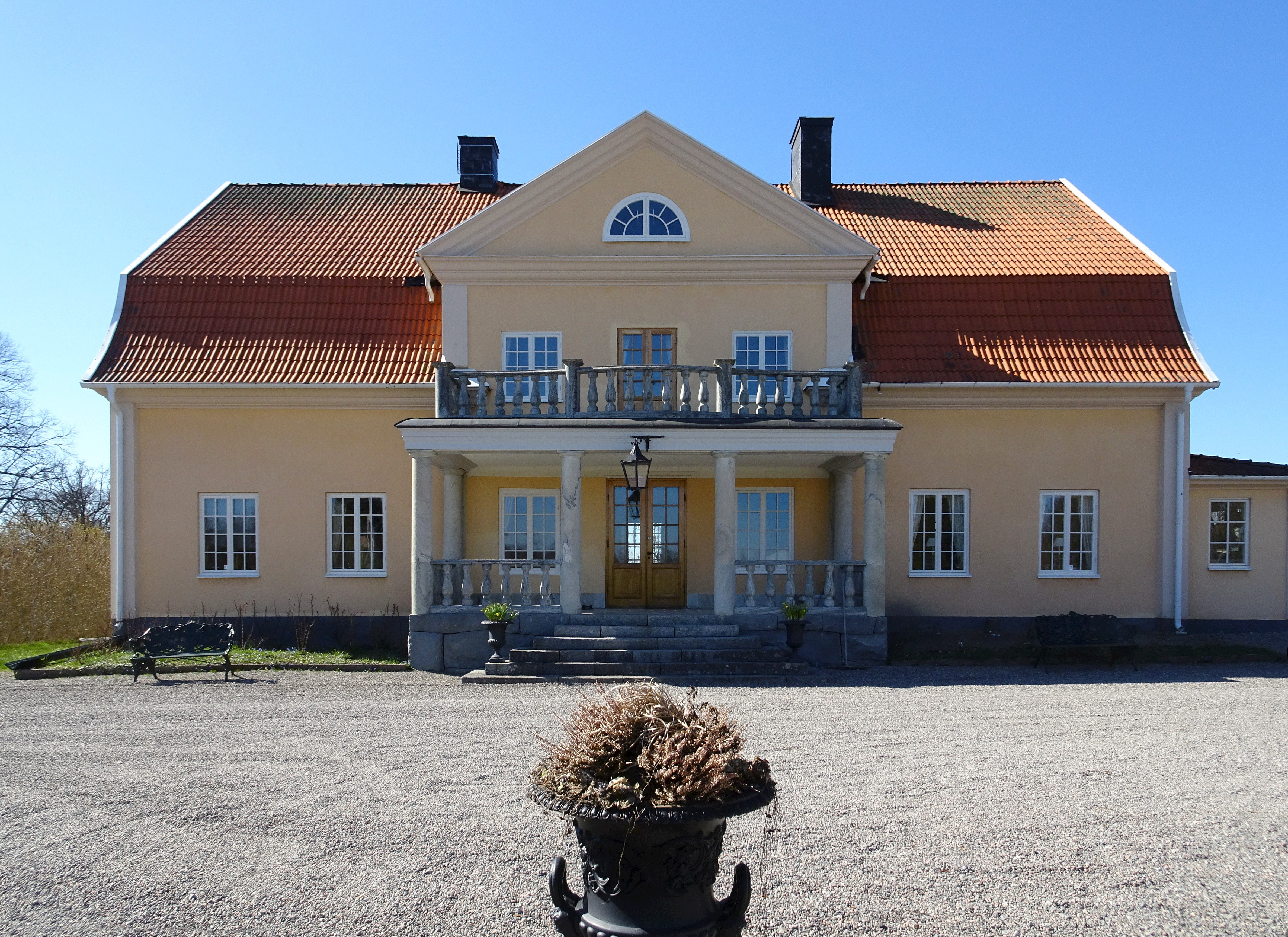
Huvudbyggnad, entrésida.
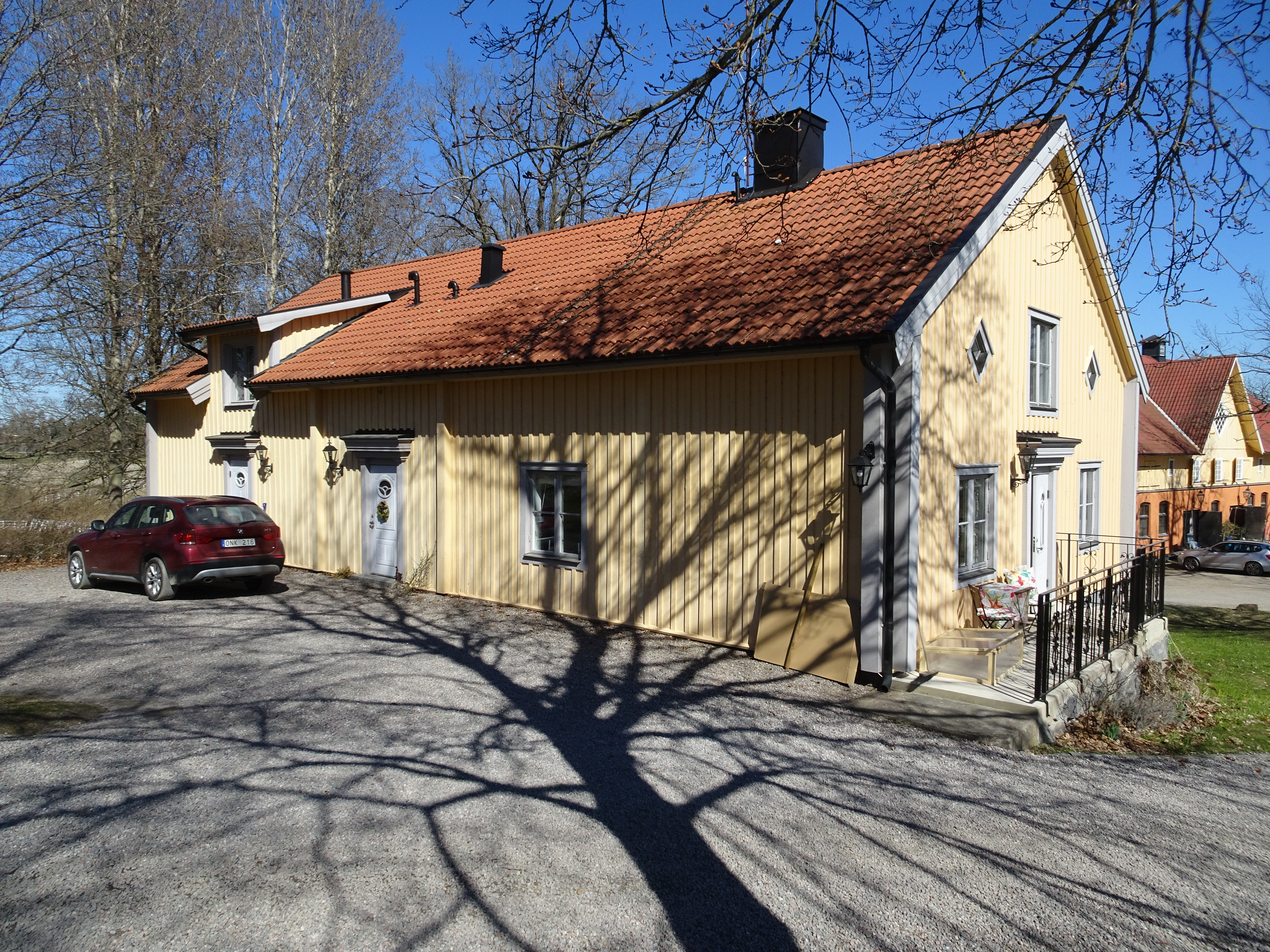
Norra flygeln.
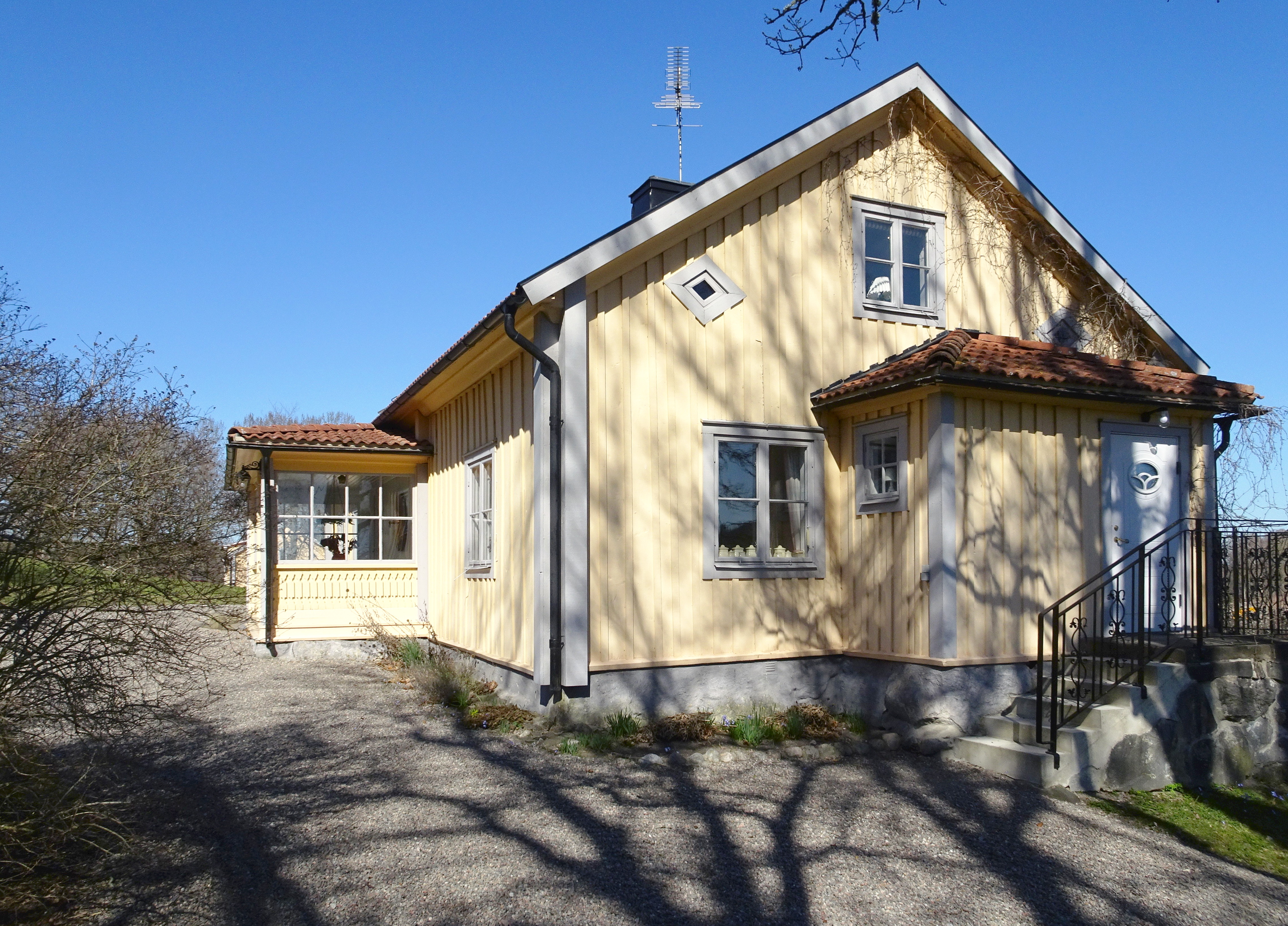
Södra flygeln.
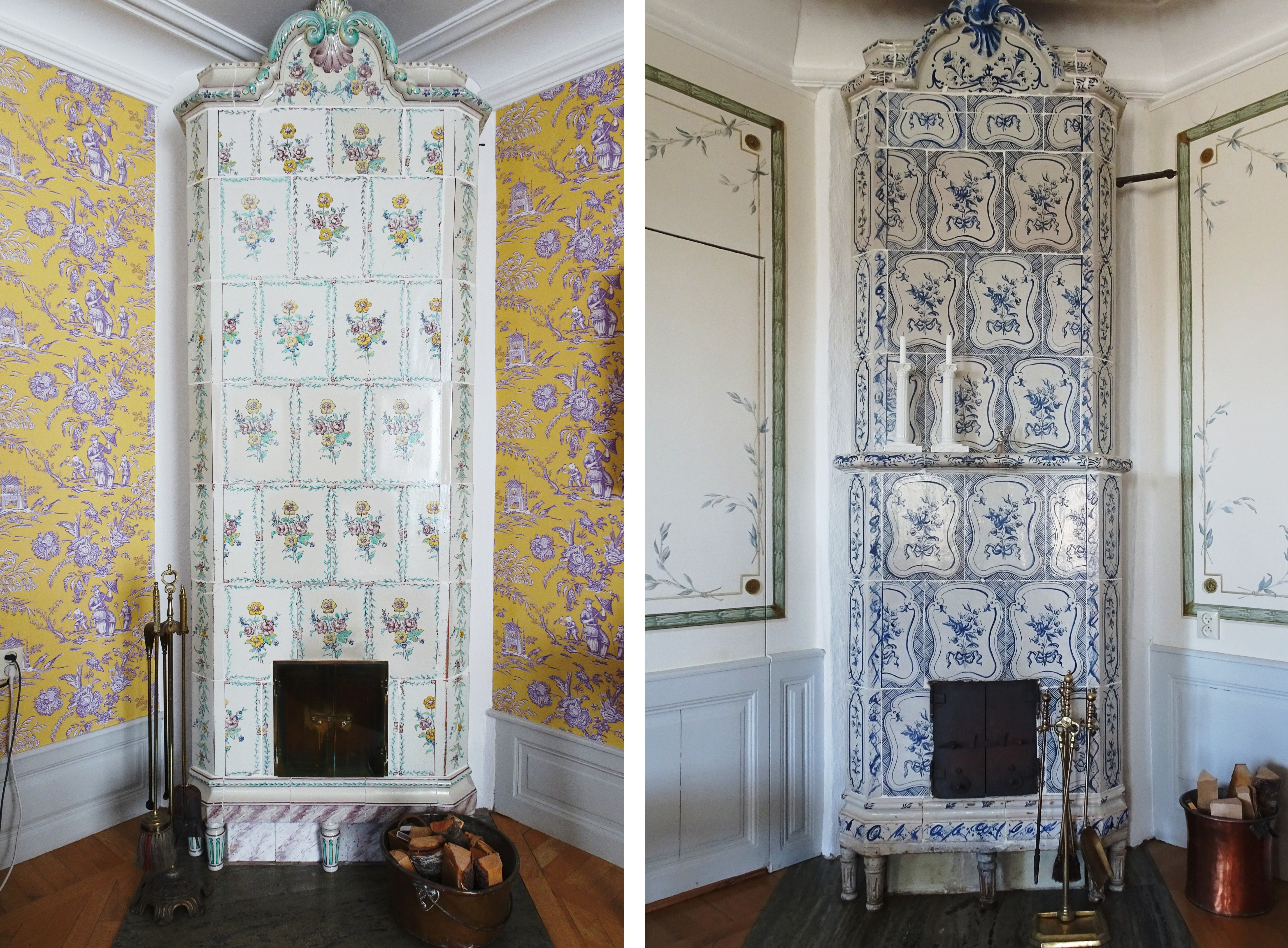
Två Mariebergskakelugnar.

Övriga byggnader
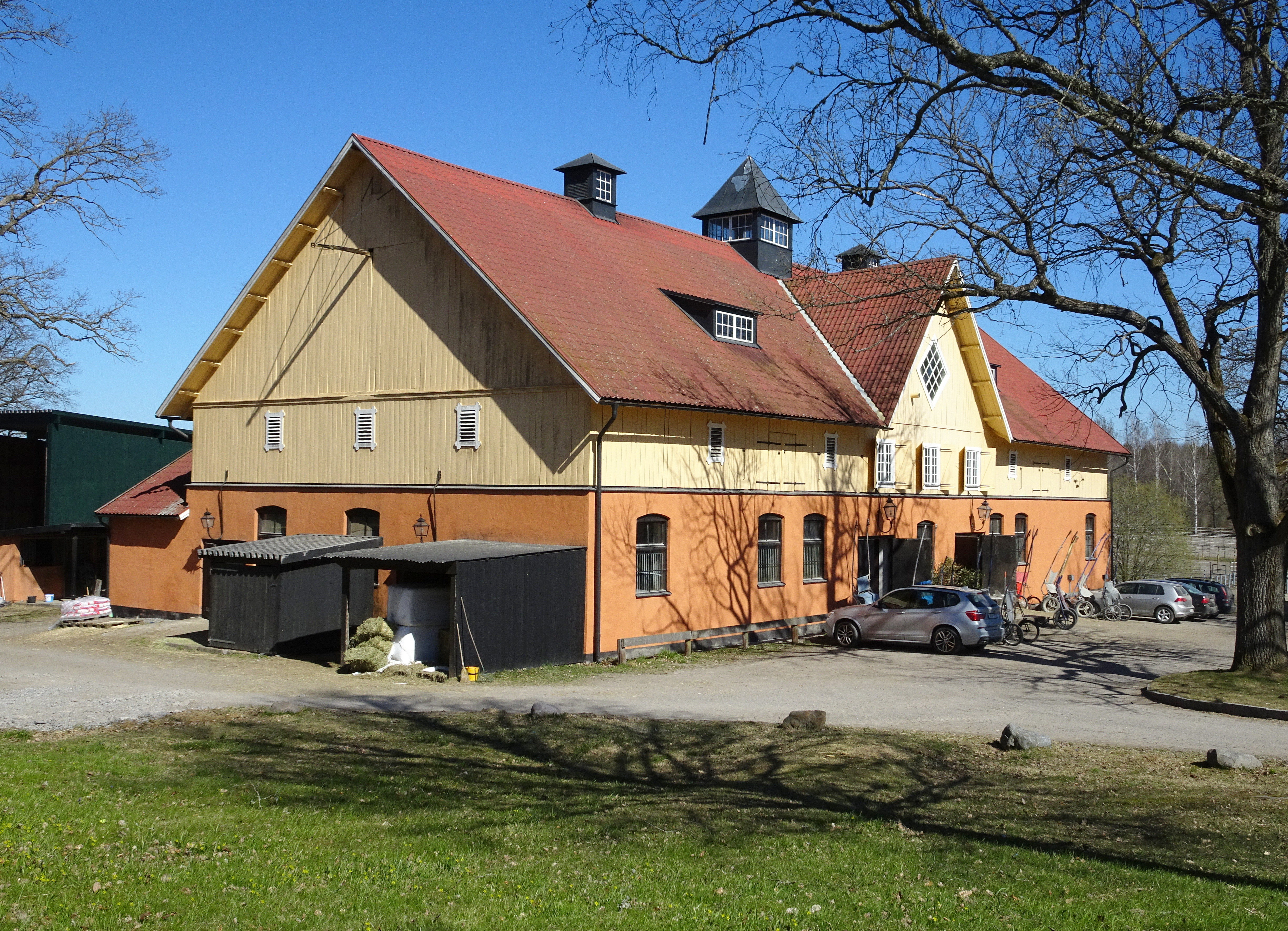
Stallet från 1908.
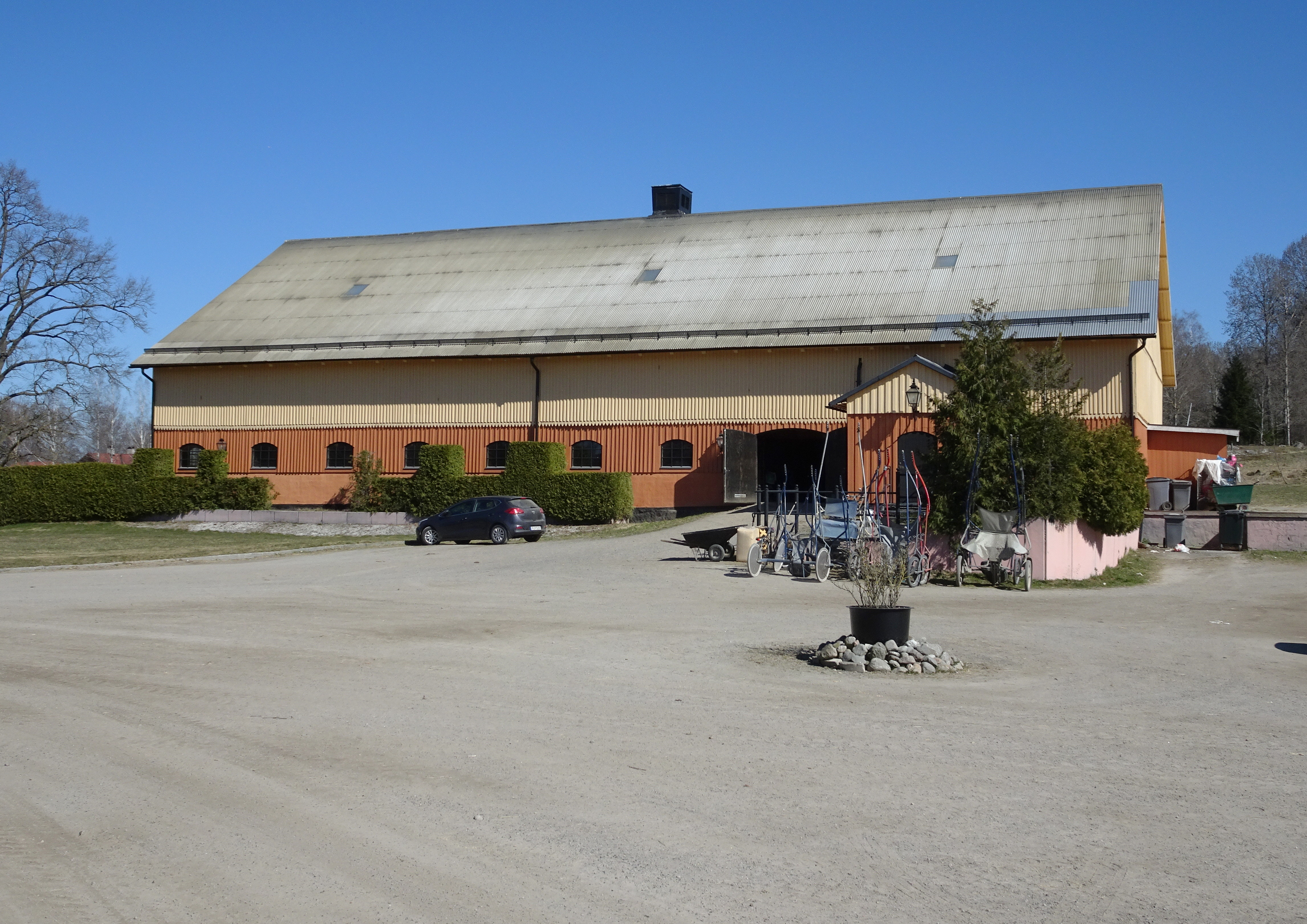
Gårdens före detta loge från 1944.
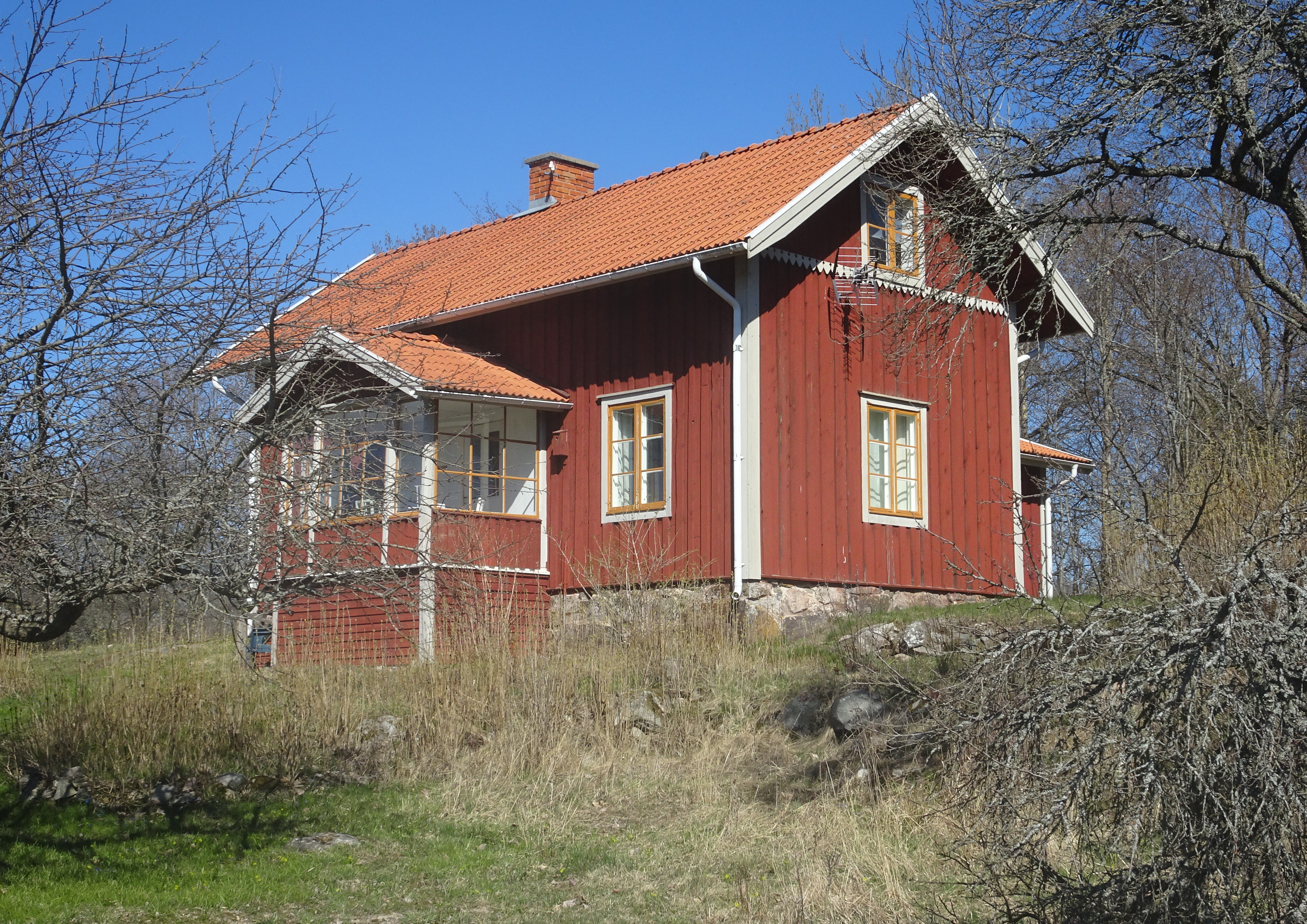
Mjölnarstugan.
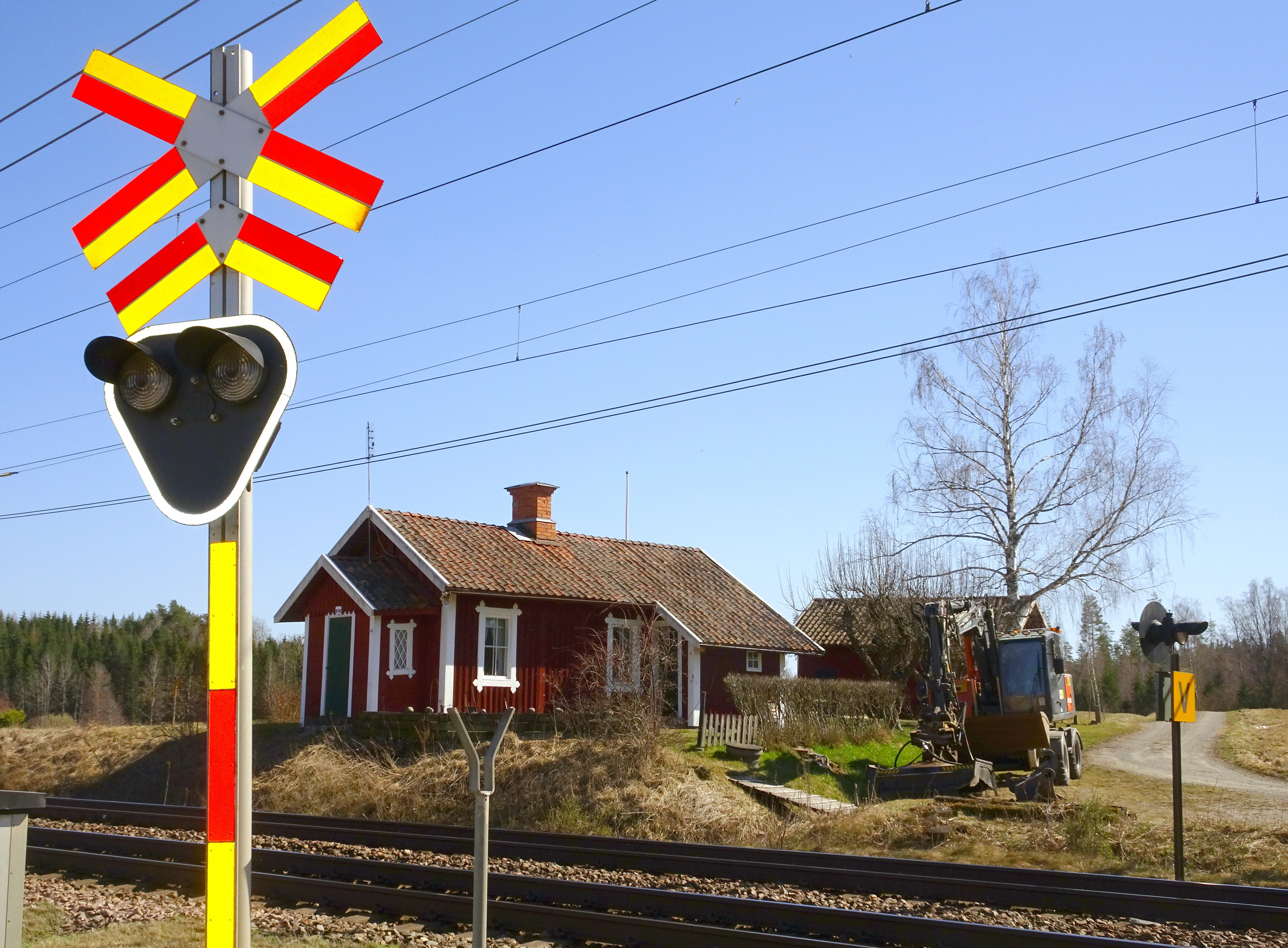
Banvaktarstugan vid stambanan.